# Janžekovič
Janžekovič je priimek v Sloveniji, ki ga je po podatkih Statističnega urada Republike Slovenije na dan 1. januarja 2010 uporabljalo 617 oseb.

## Znani nosilci priimka
- Andrej Janžekovič (umetniško ime Mito), raper in izvajalec hip-hopa
- Beno Janžekovič, pravnik in sodnik
- Franc Janžekovič (*1962), biolog, zoolog, univ. prof.
- Hana Janžekovič, fizičarka
- Ignac Janžekovič, biolog, botanik, "graščak"
- Ivo Janžekovič (1921—1990), politik, sindikalist
- Izidor Janžekovič, arheolog, zgodovinar (Ptuj)
- Janez Janžekovič (1901—1988), teolog in filozof, profesor
- Jožef Janžekovič  (1868—1932), duhovnik in rodoljub
- Lado Janžekovič - Žeko (1920—?), nogometaš, športni delavec
- Lovro Janžekovič (1842—1921), prvi veržejski župnik, lokalni zgodovinar
- Luka Janžekovič (*1997), nogometaš
- Marjan Janžekovič, zootehnik - UM
- Martin Janžekovič, trener olimpijskega dvigovanja uteži
- Mija Janžekovič Jankovič (*1930), gledališka igralka; režiserka dokumentarnih filmov
- Nastja Janžekovič, pevka, latinistka
- Nina Janžekovič (*1979), teniška igralka
- Rajko Janžekovič, politik, župan občine Dornava
- Slavko Janžekovič (u. 2020), agronom, govedorejec
- Zora Janžekovič (1918—2015), zdravnica kirurginja, univ. prof.